# 김수현 (가수)
김수현(1971년 2월 6일~)은 대한민국의 여자 가수, 유아음악 강사, 난타강사, 뮤직카튼이자 前여행스케치 멤버였고 現 하파데이 멤버이다.

## 학력
- 풍문여자고등학교 (졸업)
- 열린사이버대학교 사회복지학과 (졸업)
- 서울예술전문대학 무용과 전문학사 (졸업)
- 경기대학교 대학원 음악치료학과 (졸업)

## 앨범
- 1989년 《여행스케치》
- 1990년 《추억여행 새벽에서 꿈까지》
- 1992년 《세가지 소원》
- 1994년 《다 큰 얘들 이야기》
- 1994년 《오래된 이야기》
- 1996년 《여행스케치best》
- 1996년 《남준봉》
- 1997년 《처음타본 타임머신》
- 1998년 《향수 (그때가 그리워)》

## 경력
- 여행스케치 멤버
- 하파데이 멤버